# Episodi di Barnaby Jones (ottava stagione)
L'ottava stagione della serie televisiva Barnaby Jones è stata trasmessa in anteprima negli Stati Uniti d'America dalla CBS tra il 20 settembre 1979 e il 3 aprile 1980.
| nº | Titolo originale             | Titolo italiano | Prima TV USA      | Prima TV Italia |
| -- | ---------------------------- | --------------- | ----------------- | --------------- |
| 1  | Man on Fire                  |                 | 20 settembre 1979 |                 |
| 2  | Nightmare in Hawaii (Part 1) |                 | 27 settembre 1979 |                 |
| 3  | Nightmare in Hawaii (Part 2) |                 | 27 settembre 1979 |                 |
| 4  | A Desperate Pursuit          |                 | 11 ottobre 1979   |                 |
| 5  | Design for Madness           |                 | 18 ottobre 1979   |                 |
| 6  | Girl on the Road             |                 | 25 ottobre 1979   |                 |
| 7  | Indoctrination in Evil       |                 | 1º novembre 1979  |                 |
| 8  | Homecoming for a Dead Man    |                 | 8 novembre 1979   |                 |
| 9  | False Witness                |                 | 29 novembre 1979  |                 |
| 10 | School of Terror             |                 | 20 dicembre 1979  |                 |
| 11 | Cry for Vengeance            |                 | 27 dicembre 1979  |                 |
| 12 | Run to Death                 |                 | 3 gennaio 1980    |                 |
| 13 | The Price of Anger           |                 | 10 gennaio 1980   |                 |
| 14 | The Killing Point            |                 | 17 gennaio 1980   |                 |
| 15 | Focus on Fear                |                 | 31 gennaio 1980   |                 |
| 16 | Murder in the Key of C       |                 | 7 febbraio 1980   |                 |
| 17 | Killer Without a Name        |                 | 14 febbraio 1980  |                 |
| 18 | Death Is the Punchline       |                 | 21 febbraio 1980  |                 |
| 19 | The Final Victim             |                 | 6 marzo 1980      |                 |
| 20 | The Silent Accuser           |                 | 13 marzo 1980     |                 |
| 21 | Deadline for Murder          |                 | 27 marzo 1980     |                 |
| 22 | The Killin' Cousin           |                 | 3 aprile 1980     |                 |